# René Mazzia

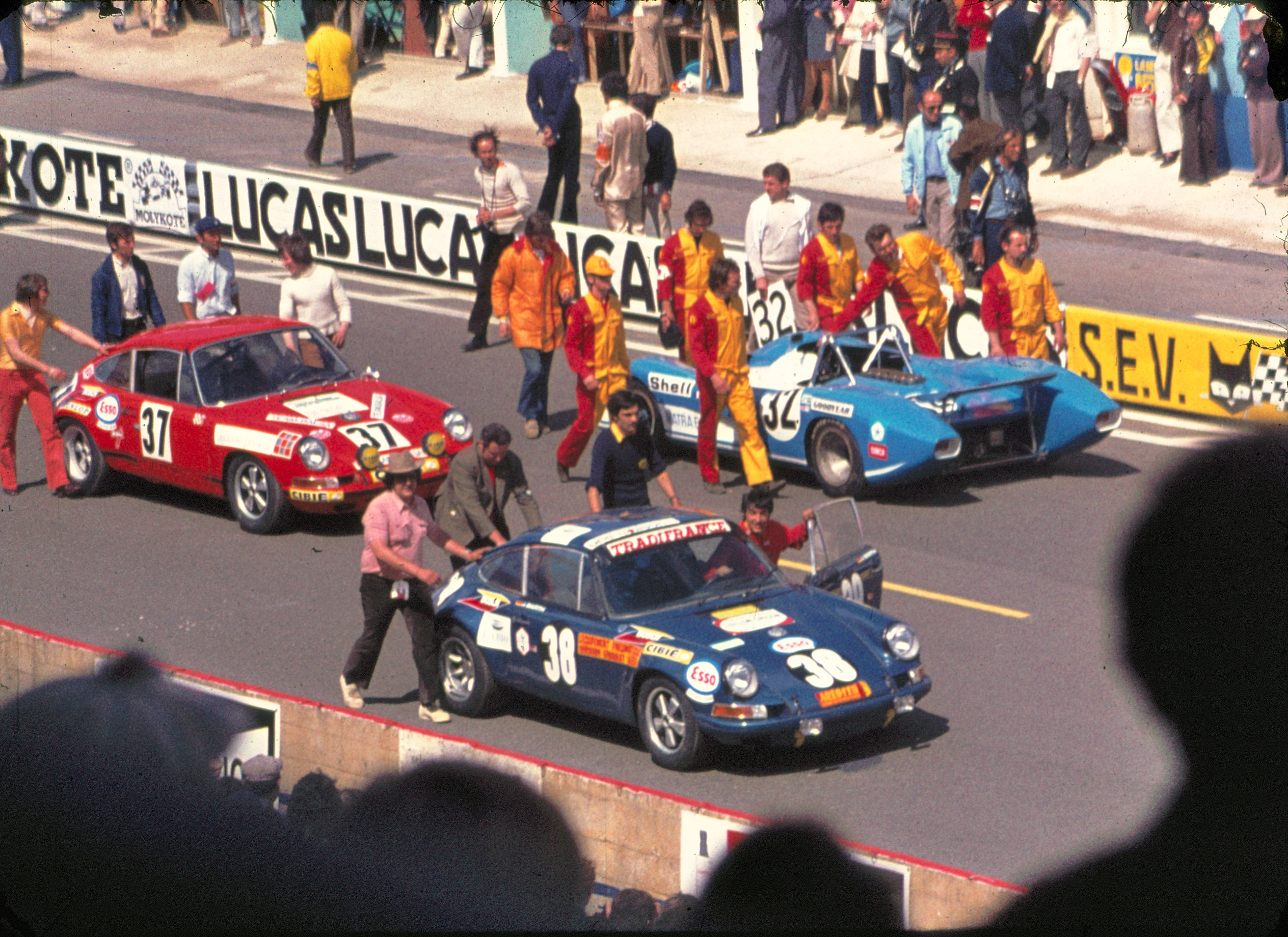
Der Porsche 911S (Startnummer 38) von Jürgen Barth und René Mazzia vor dem Start zum 24-Stunden-Rennen von Le Mans 1971

René Lucien Joseph Mazzia (* 20. April 1938 in Le Theil; † 16. Juli 2012 in Le Mans) war ein französischer Autorennfahrer.

## Karriere im Motorsport
René Mazzia war Anfang der 1970er-Jahre als GT-Pilot aktiv und dabei unter anderem dreimal beim 24-Stunden-Rennen von Le Mans am Start. 1969 und 1970 kam er nicht in die Endwertung. 1971 fuhr er gemeinsam mit Jürgen Barth – der sein Le-Mans-Debüt gab – an die achte Stelle der Gesamtwertung.
Er starb im Juli 2012.

## Statistik

### Le-Mans-Ergebnisse
| Jahr | Team          | Fahrzeug     | Teamkollege   | Platzierung     | Ausfallgrund    |
| ---- | ------------- | ------------ | ------------- | --------------- | --------------- |
| 1969 | Marcel Martin | Porsche 911T | Pierre Mauroy | Ausfall         | Getriebeschaden |
| 1970 | René Mazzia   | Porsche 911S | Pierre Mauroy | nicht klassiert |                 |
| 1971 | René Mazzia   | Porsche 911S | Jürgen Barth  | Rang 8          |                 |